# In situ
In situ (укр. ін сі́ту) — латинський вираз, що означає на місці. Уживається фраза у багатьох різних контекстах. Протилежне ex situ.

## Аерокосмічна промисловість
В аерокосмічній промисловості використання ресурсів in situ дозволятиме виробляти ракетне паливо, або сполуки для металургійних чи хімічних процесів безпосередньо на космічному об'єкті із мінералів, видобутих на ньому. Також обладнання на борту літального апарата має бути протестоване in situ/на місці, аби пересвідчитися, що усі частини системи функціонують правильно. Адже вплив інших приладів поблизу може створити непередбачені проблеми. Для такої перевірки використовується спеціальне тестове обладнання.

## Археологія
У археології in situ уживають, коли говорять про артефакт, який ніколи не пересували з його оригінального місця. Артефакт на місці, in situ, дуже важливий для того, щоб його вірно описати, а також зрозуміти культуру, яка його створила. Після того, як походження артефакту записане, його можна пересувати для зберігання і подальшого вивчення у іншому місці. Артефакт, який не був описаний на місці, in situ, не несе точної інформації про цивілізацію, що його створила, він є вирваним із контекста. Але й такі артефакти можуть бути корисними, якщо їх порівняти з іншими знахідками тієї ж епохи, що були описані in situ.

## Біологія
У біології in situ означає вивчення процесу на тому самому місці, де він відбувається (без переміщення об'єкта спостереження до якихось особливих умов, у особливе середовище). Звичайно це щось між in vivo та in vitro умовами. Наприклад, вивчення клітини усередині цілого органу під перфузією — це in situ експеримент. Це вже не in vivo умови, бо донор гине під час експерименту, але це і не те саме, що працювати із ізольованою клітиною, бо вона знаходиться у умовах, максимально наближених до природних.
У онкології (у випадку з карциномою) in situ означає, що злоякісні клітини присутні у епітелії, але ще не потрапили до нижніх шарів шкіри.
У генетиці in situ може означати «у хромосомі». Наприклад, флюоресцентна гібридизація in situ (Fluorescent in situ hybridization, FISH — англійською) виконується у хромосомах клітини (чи в каріотипі). Те ж саме і з технікою спектрального каріотипування, Spectral karyotype technique (SKY). У кожному з цих випадків ціль розташована у хромосомі.
Коли мова йде про збереження видів, генетичних ресурсів, у природі, in situ означає збереження рослин чи тварин у їхніх звичних умовах. Антонімом у цьому випадку буде вираз ex-situ збереження (коли організми збережено, але умови їхнього існування зазнали значних змін).

## Хіміята хімічна інженерія
У хімії in situ зазвичай означає «у реакційній суміші».
Існує досить багато нестабільних молекул, які мають бути синтезовані in situ (тобто вони присутні у реакційній суміші, але не можуть бути звідти ізольовані) для використання за різними призначеннями (як приклад можна навести адренохром).
У хімічній інженерії in situ зазвичай означає ті операції на виробництві, які відбуваються «на місці». Наприклад, каталізатор у реакторі може бути відновлений на місці, безпосередньо у реакторі. Для цієї операції його не потрібно виймати.

## Комп'ютерні науки
У комп'ютерних науках in situ називають операції, які відбуваються без порушення нормального стану системи.
У контексті баз даних in situ повернення означає, що бази даних будуть доступні користувачам під час їхнього відновлення. Часом модернізація роботи системи, чи апґрейд (upgrade), теж може відбуватися in situ. У цьому випадку систему не треба перезавантажувати.
Алгоритм in situ означає, що для його виконання не потрібна додаткова пам'ять (окрім тієї, яка містить інформацію із цим алгоритмом).

## Землята наука проатмосферу
У фізичній географії та у науках про Землю in situ означає природні матеріали перед переміщенням. Наприклад, in situ дозволяє розрізнити руйнування та ерозію. Для ерозії потрібні якісь чинники для переміщення — вітер, дощова вода, крига тощо, тоді як руйнування — це те, що відбувається на місці, in situ. Геохімічні процеси теж нерідко описують як процеси in situ.
У науках про атмосферу in situ означає безпосередній контакт вимірювального приладу із об'єктом: радіозонд, що вимірює певний об'єм повітря, чи анемометр, що вимірює швидкість вітру. Антагоністом у цьому випадку буде спостереження за погодою за допомогою супутника.

## Радіаційна фізика
У радіаційній фізиці термін in situ означає вимірювання характеристик матеріалів безпосередньо під час опромінення. Зазвичай із міркувань безпеки матеріали спочатку опромінюють, наприклад, у ядерному реакторі, а потім визначають зміни, які в них відбулися, вийнявши із радіоактивного середовища. Вивчення процесу поступової зміни характеристик матеріалів безпосередньо при опроміненні — складна задача. Для її здійснення конструюються спеціальні «гарячі камери».

## Екологія
In situ може означати очищення забрудненої місцевості за допомогою імітації природних процесів у ґрунті. У той же час ex situ — це коли забруднений ґрунт забирають для очищення в інше місце.